# Publi Corneli Escipió Nasica Còrculum
Publi Corneli Escipió Nasica Còrculum (en llatí: Publius Cornelius Scipio Nasica Corculum) va ser un magistrat romà del segle ii aC. Formava part de la gens Cornèlia i era de la família dels Escipions, d'origen patrici.
Era fill del cònsol del 191 aC Publi Corneli Escipió Nasica. Va heretar del seu pare l'afició a la jurisprudència i, pel seu coneixement de la llei civil i pontifical, va rebre el nom de Corculum ('coret, cor petit', com a seu del sentiment i del seny).
Es va casar amb una filla de Publi Corneli Escipió Africà, Cornèlia Africana. Apareix per primera vegada l'any 168 aC, quan servia amb distinció a les ordes de Luci Emili Paule Macedònic, especialment a la batalla de Pidna, a Macedònia. L'any 162 aC va ser cònsol per primera vegada amb Gai Marci Fígul, però va renunciar quasi al mateix moment de prendre possessió del càrrec per un defecte en els auspicis, juntament amb el seu col·lega. L'any 159 aC va ser censor amb Marc Popil·li Lenat, i va imposar una norma per la qual no es podien erigir estàtues de personatges públics al fòrum, sense l'autorització expressa del senat o del poble. Durant la seva censura es va introduir per primera vegada la clepsidra a Roma. Va ser cònsol per segona vegada el 155 aC amb Marc Claudi Marcel i va sotmetre els dàlmates. L'any 150 aC va ser elegit pontífex màxim.
Es va oposar a les innovacions, i en el seu consolat va fer demolir un teatre, quasi acabat, per ser contrari a la moral pública. Quan Cató expressava el seu desig de destruir Cartago (delenda est Cartago), Escipió, en canvi, declarava que s'havia de conservar, atès que l'existència d'aquest rival servia per donar prova de la llibertat del poble. Com a orador va ser elogiat per Ciceró, i Aureli Víctor el descriu com a «eloquentia primus, juris scientia consultissimus, ingenio sapientissimus».